# Кам'янище
Кам'янище — заповідне урочище місцевого значення. Об'єкт розташований на території Надвінянського району Івано-Франківської області, Майданське лісництво, квартал 55, виділи 5—8, 10.
Площа — 48,6000 га, статус отриманий у 1988 році.

## Галерея

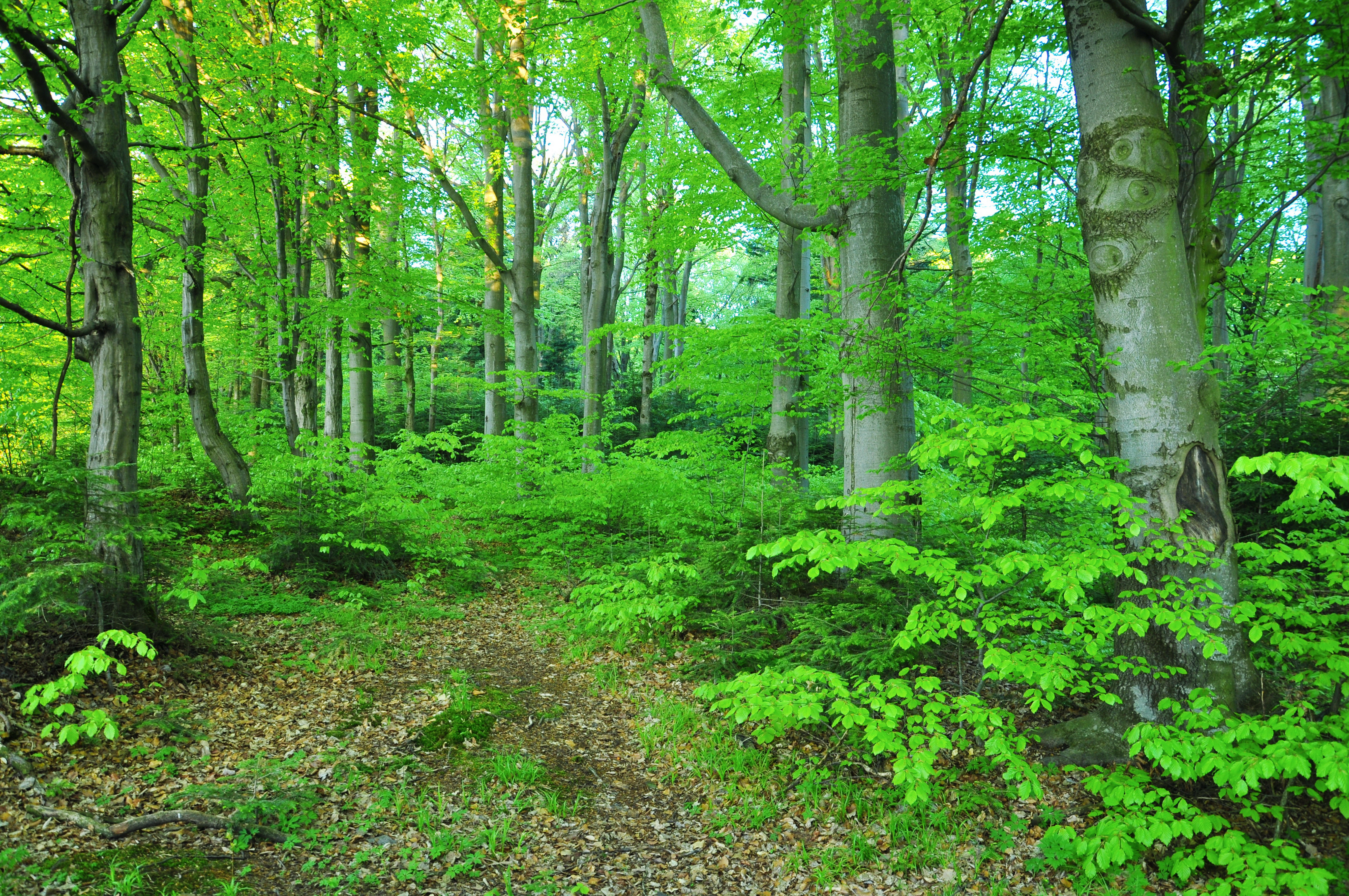
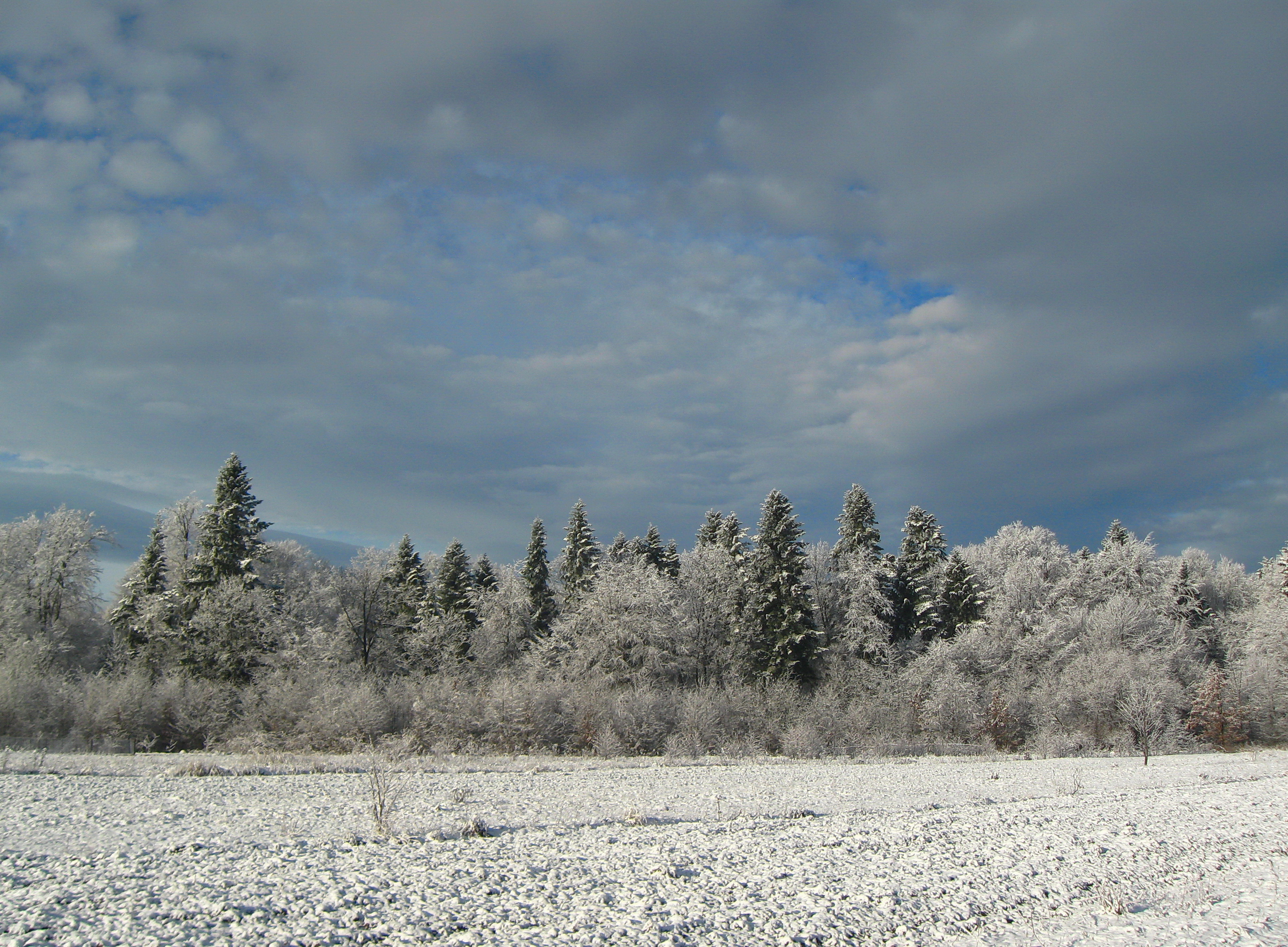
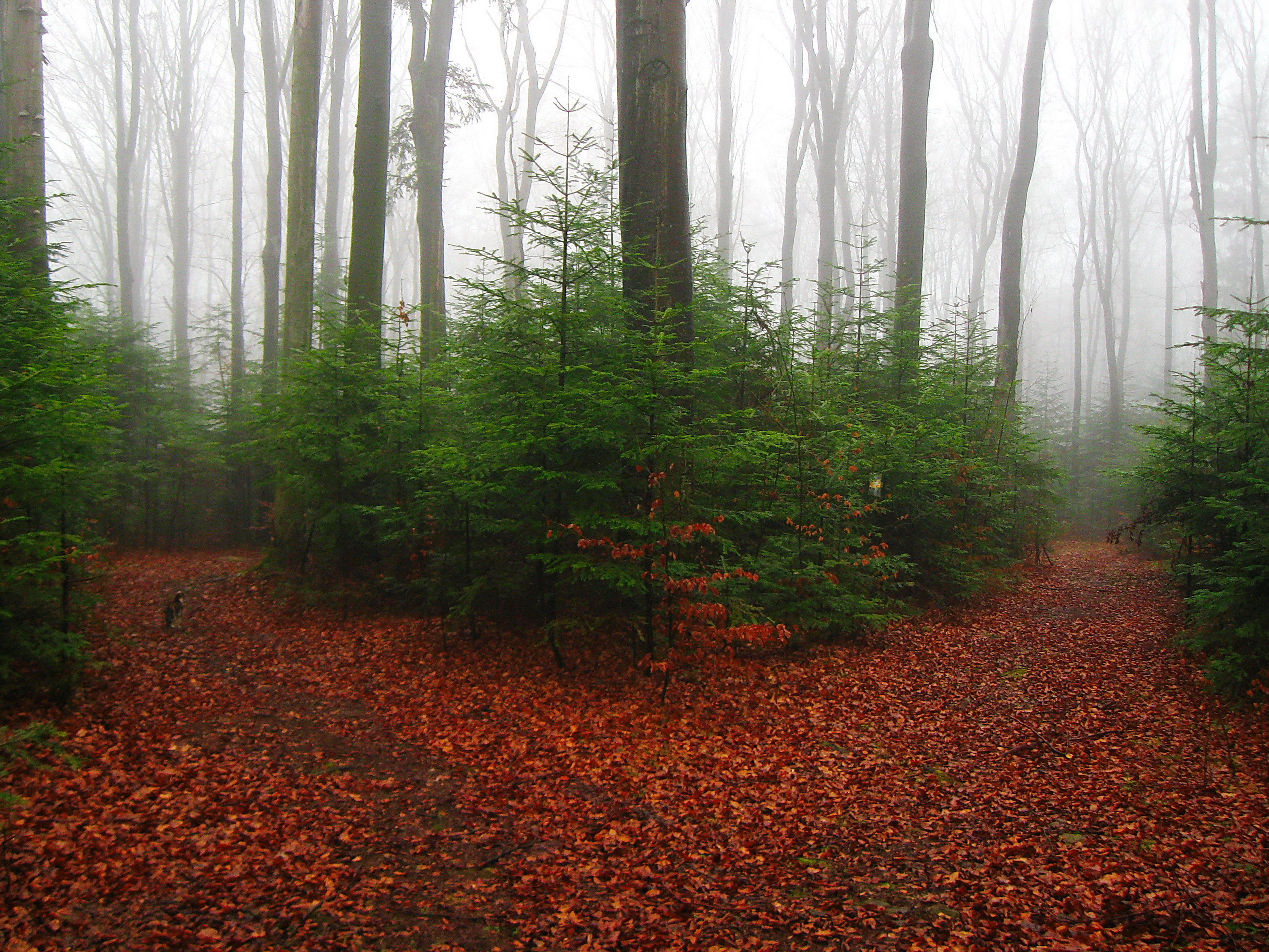
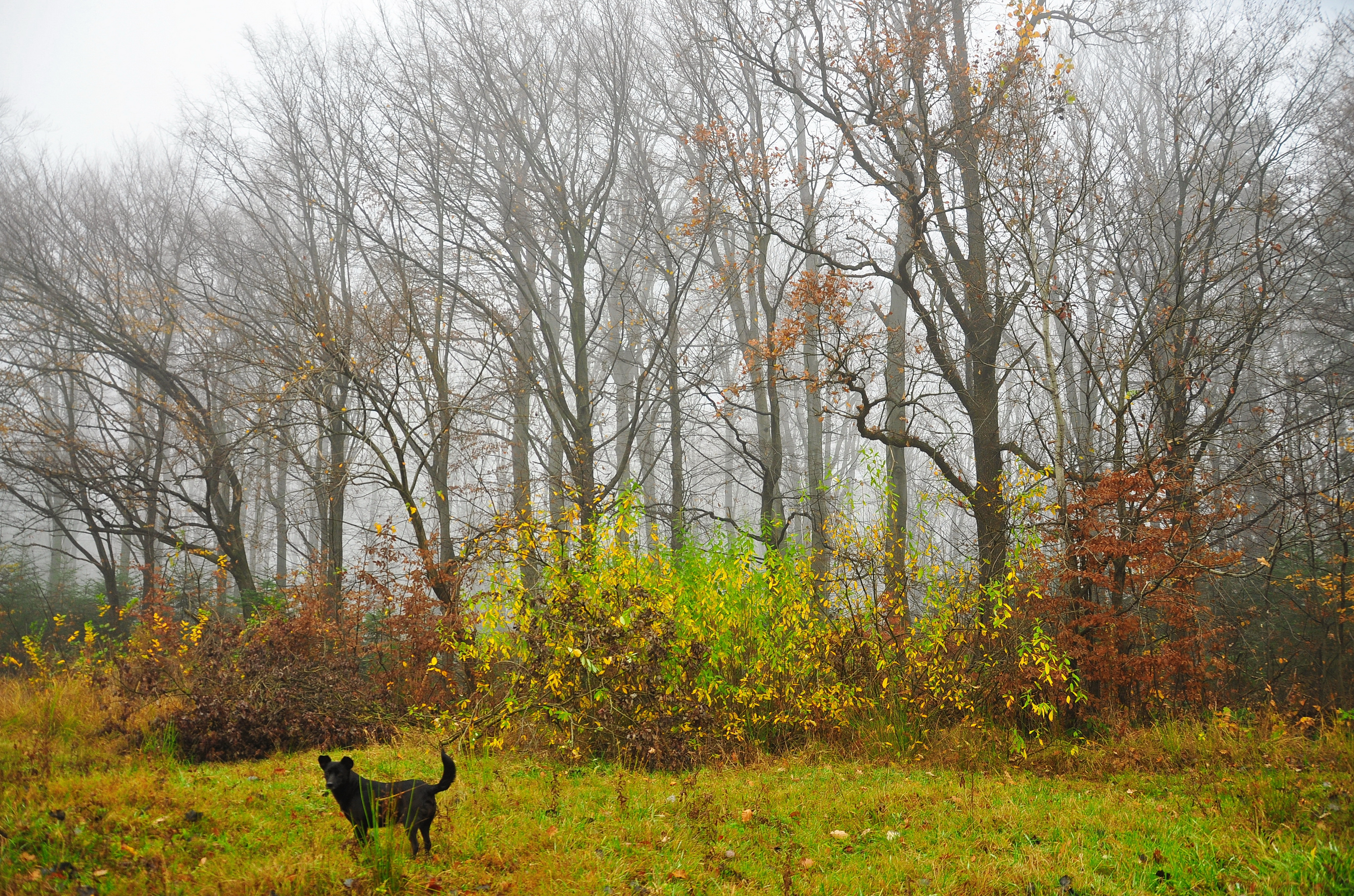